# Західний район (Ростовська область)
Західний район — адміністративно-територіальна одиниця, що існувала в Ростовської області РРФСР у 1943-1957 роках.
Адміністративний центр - селище Башанта (з 1960 року селище Городовиковське й з 1971 року місто Городовиковськ).

## Історія
Великодербетовський улус Калмикії у 1920 році увійшов до складу Калмицької АО РРФСР. У 1924—1926 роках сюди виселили донських калмиків з Сальського округу Південно-Східного краю, а також калмики Терської та Оренбурзької губерній. Переселені калмики оселені  у нових поселеннях: Дон-Урал, Кумський, Цевднякин, Борна, Денисівка, Потап-Беляївський та інші.
Ставкою Великодербетовського улусу з 1909 року була Башанта.
1 травня 1930 року Великодербетовський улус перейменовано на Західний улус Калмицької АРСР. Адміністративним центром Західного улусу залишилися Башанти.
1938 року з Західного улусу виділено Яшалтинський улус.
У грудні 1943 року у зв'язку з депортацією калмиків Західний улус Калмицької АРСР передано до складу Ростовської області під назвою Західний район.
У січні 1957 року зі скасуванням депортації калмиків й відновленням Калмицької АРСР Західний район було повернуто до її складу.
1960 року Західний район було перейменовано на Городовиковський район.